# Игуманија Надежда (Лукијањук)
Надежда (световно Татјана Лукијањук; Камишлов, код Јекатеринбурга, 8. мај 1901 — Манастир Горњак, 25. март 1975) била је православна монахиња и прва игуманија Манастира Горњака.

## Биографија
Игуманија Надежда (Лукијањук), рођена је 8. маја 1901. године у Камишлову код Јекатеринбурга (Русија).
Замонашена је 2. фебруара 1925. године у Манастиру Кувеждину, а у малу схиму у капели Митрополије скопске 1959. године. Затим је била у старешина у манастирима Кучково (1940), Побужје (1941—1944) и Лешоку код Тетова 1946. године.
У Манастир Горњак, код Петровца на Млави долази 14. маја 1950. године у чин игуманије произведена је 18. марта 1959. године од стране епископа браничевскога Хризостома Војиновића. Због раскола Македонске православне цркве и честих албанских напада избегла је са сестринством из Манастира Лешока.
Упокојила се у Господу 25. марта 1975. године у Манастиру Горњаку где је сахрањена.